# China Taipéi en los Juegos Olímpicos de Milán-Cortina d'Ampezzo 2026
China Taipéi  (Taiwán) participará en los Juegos Olímpicos de Milán-Cortina d'Ampezzo 2026. El responsable del equipo olímpico es el Comité Olímpico de China Taipéi, así como las federaciones deportivas nacionales de cada deporte con participación.